# Harry Potter und der Stein der Weisen (Computerspiel)
Unter dem Namen Harry Potter und der Stein der Weisen wurden von Publisher Electronic Arts mehrere Action-Adventures veröffentlicht. Trotz der identischen Namen wurden für verschiedene Endgeräte unterschiedliche Versionen des Spiels veröffentlicht, die zum Teil auch von separaten Entwicklern stammen. Die Spiele basieren auf J. K. Rowlings gleichnamigen Roman aus dem Jahr 1997 und der Filmadaption des Romans aus dem Jahr 2001. Sie wurden im November 2001 für Game Boy Advance, Game Boy Color, Microsoft Windows und PlayStation veröffentlicht. Im Dezember 2003 erschien eine Neuauflage des Spiels für GameCube, PlayStation 2 und Xbox.
Die Geschichte folgt in allen Spielen dem Protagonisten Harry Potter, der, nachdem er erfährt, dass er ein Zauberer ist, die Hogwarts-Schule für Hexerei und Zauberei besucht, wo er zum Zauberer ausgebildet wird und Freunde findet, mit deren Hilfe er Lord Voldemort an seiner Rückkehr hindert. Die Spiele erhielten trotz guter Verkaufszahlen gemischte Kritiken. Kritiker hoben vor allem das einfach gestaltete Gameplay und die unbeeindruckende Grafik des Spiels hervor (Versionen von 2003), während andere Kritiker meinten, die Lizenz des Spiels sei das Einzige, was Fans anziehen könne.

## Spielprinzip
Der Spieler steuert den Charakter Harry Potter aus einer Third-Person-Perspektive.

### Windows/Mac
Die PC-Versionen des Spiels lassen sich als Third-Person-Action und Puzzlespiel beschreiben. Die Geschichte verläuft linear, aufgeteilt in Level mit einem bestimmten Endziel. Die Zaubersprüche werden nach und nach über Lektionsstufen erlernt und helfen beim Lösen immer komplexerer Rätsel. Es sind folgende Zaubersprüche vorhanden: Der Flipendo-Fluch, mit dem Feinde betäubt und Gegenstände umhergeschoben werden können; der Alohomora-Zauber, mit dem man Türen und Truhen öffnet; Wingardium Leviosa, mit dem Gegenstände zum Schweben gebracht werden können; Incendio, mit dem man aggressive Pflanzen außer Gefecht setzen kann, und Lumos, mit dem man Plattformen aus Licht erscheinen lassen kann, auf denen man stehen kann. Die Geschichte des Spiels enthält die Hauptelemente der Handlung des Buches, darunter die Rettung von Hagrids Drachen Norbert, das Vorrücken durch die verschiedenen Rätsel und Fallen bis zum Stein der Weisen und schließlich das Aufeinandertreffen mit Lord Voldemort. Es gibt zudem mehrere Levels, in denen Harry auf einem Besen fliegen und Quidditch spielen kann – dieses Gameplay kann auch unabhängig von den Leveln über das Startmenü aufgerufen werden.

### PlayStation
Wie die Windows-Version ist das Spiel ein Third-Person-Action-Adventure-Spiel. Die Story ist jedoch anders aufgebaut als die der PC-Version und enthält andere Storyereignisse. Das Gameplay unterscheidet sich ebenfalls.
Das Spiel ist in sieben Abschnitte unterteilt, von denen vier erneut gespielt werden können, um Sammelstücke zu finden. Bei den Sammelstücken handelt es sich entweder um Bertie Botts Bohnen aller Geschmacksrichtungen, die mit Fred und George Weasley gegen das Passwort zu einem sprechenden Porträt, das ein besonderes Sammlerstück bewacht, eingetauscht werden können, oder um Karten mit berühmten Hexen und Zauberern, die überall im Schloss zu finden sind und die ebenfalls durch das Abschließen von Minispielen erhalten werden können.

### Game Boy Color
Bei dem für den Game Boy Color erhältlichen Spiel handelt es sich um ein Rollenspiel, dessen Spielprinzip stark dem von Spielen wie Pokémon und Final Fantasy ähnelt. Der Spieler steuert Harry und wird zu Beginn der Story von Hagrid in die Winkelgasse gebracht. Das Spiel orientiert sich stark an der Geschichte des Buchs und enthält, ausgehend von der Startszene des Spiels, alle der größeren im Buch vorhandenen Szenen. Zusätzlich gibt es verschiedene Monstergruppen, wie Ratten, Fledermäuse und Spinnen, die die meisten Schauplätze durchstreifen und von Harry besiegt werden müssen. Die Zaubersprüche werden insgesamt eher für den Kampf als für die Interaktion mit der Umgebung eingesetzt.

### Game Boy Advance
Das Game-Boy-Advance-Spiel entspricht nicht dem der Game-Boy-Color-Variante. Es handelt sich um ein Puzzlespiel, in dem Harry aus einer Top-Down-Perspektive gesteuert wird. Der Spieler erkundet Hogwarts und muss an Unterrichtsstunden teilnehmen. Um diese zu bestehen, muss häufig eine Herausforderung gemeistert werden. Diese bestehen oft darin, eine bestimmte Anzahl an Gegenständen zu sammeln, wie zum Beispiel Sterne oder Zutaten für Zaubertränke. Das Spiel enthält auch die aus anderen Spielen der Serie bekannten Monster wie Schnecken und Gnome.

### Remake für GameCube, PlayStation 2 und Xbox
Zwei Jahre nach der Veröffentlichung der Originalversionen wurde 2003 von Warthog Games ein neues Spiel für die nächste Konsolengeneration veröffentlicht. Das Gameplay unterscheidet sich stark von dem der älteren Versionen und orientiert sich stärker am Film als die anderen Spiele. Das neue Spiel wurde vor allem dafür kritisiert, dass alle Zaubersprüche und die Karte des Spiels aus dem 2002 erschienenen Spiel Harry Potter und die Kammer des Schreckens übernommen wurden.

## Handlung
Rubeus Hagrid, ein mysteriöser Riese, hinterlässt den Waisenjungen Harry Potter, dessen Eltern von Lord Voldemort getötet wurden, vor der Tür seiner tyrannischen Verwandten, der Dursleys. Zehn Jahre lang lebt Harry mit den Dursleys, unwissend, dass er ein Zauberer ist und dass er in der Welt der Zauberer längst berühmt dafür geworden ist, als einziger eine Attacke Lord Voldemorts, dessen Name sich niemand nur traut auszusprechen, überlebt zu haben. Harry erhält einen Brief mit einer Einladung zur Hogwarts-Schule für Hexerei und Zauberei und erfährt, wer er wirklich ist. Nachdem er in der Winkelgasse seine Schulsachen gekauft hat, steigt er auf der Plattform 9¾ mit anderen Schülern in den Hogwarts-Express. Nach der Ankunft in der Schule werden die Schüler in Häuser sortiert: Gryffindor, Hufflepuff, Ravenclaw und Slytherin. Ihnen wird erklärt, dass sie Punkte für ihr Haus gewinnen oder verlieren können, wenn sie gute oder schlechte Dinge tun. Das Haus mit den meisten Punkten gewinnt am Ende des Jahres den begehrten Hauspokal. Harry wird in das Haus Gryffindor eingeteilt, nachdem er den Sprechenden Hut angefleht hat, nicht nach Slytherin zu kommen. Slytherin ist dafür bekannt, die düstereren Zauberinnen und Zauberer hervorgebracht zu haben, darunter auch Lord Voldemort. Nachdem Harry in das Haus einsortiert wurde, trifft er auf Ron Weasley, einen Jungen aus ärmeren Verhältnissen aus einer großen, reinblütigen Zaubererfamilie, und auf Hermine Granger, die Tochter zweier Muggel.
In der Schule beginnt Harry seine Ausbildung zum Zauberer und lernt mehr über seine Vergangenheit. Nachdem Harry auf einem Besen den Erinnermich seines Klassenkameraden Neville Longbottom gerettet hat, wird er zum Sucher des Quidditch-Teams von Gryffindor. Kurz darauf werden Harry, Ron und Hermine von einem Slytherin, Draco Malfoy, reingelegt und begegnen dadurch in einem Sperrgebiet des Schlosses zufällig einem dreiköpfigen Hund. Nach der Flucht stellen sie fest, dass der Hund auf einer Falltür stand und vermutlich den Stein der Weisen bewacht, ein magisches Objekt, das dem Benutzer Unsterblichkeit verleiht. Als Harry während eines Quidditch-Spiels in Lebensgefahr gerät, weil Professor Snape ihn scheinbar mit einem Fluch belegt hatte, kommt Harry zu dem Schluss, dass Snape hinter dem Stein der Weisen her sein muss.
Harry, Ron und Hermine entschließen sich dazu, Snape daran zu hindern, in den Besitz des Steins der Weisen zu gelangen. Sie bringen den dreiköpfigen Hund durch Musik zum Einschlafen und gehen durch die Falltür. Hinter dieser liegen jedoch weitere Hindernisse, die sie überwinden müssen. Sie entkommen einer tödlichen Pflanze, fangen einen fliegenden Schlüssel und gewinnen eine Partie lebensgroßes Zauberer-Schach. Das letzte Hindernis überwindet Harry allein, nachdem die Freunde einen richtigen Trank wählen mussten, der dabei hilft, ein magisches Feuer zu durchqueren. Doch er findet dahinter nicht wie vermutet Professor Snape, sondern steht Professor Quirrell gegenüber, dem Lehrer für die Verteidigung gegen die dunklen Künste. Quirrell nimmt seinen Turban ab und legt das Gesicht Lord Voldemorts offen, der die ganze Zeit auf Quirrells Hinterkopf gelebt hatte. Harry schnappt sich den Stein und Voldemort versucht, ihn ihm abzunehmen, aber die Berührung mit ihm verbrennt Quirrells Haut. Harry wird infolge der damit einhergehenden Strapazen ohnmächtig.
Er erwacht im Krankenhausflügel der Schule mit Professor Dumbledore, dem Schulleiter, an seiner Seite. Dumbledore erklärt, dass der Stein zerstört worden sei, was Voldemort jedoch nicht zwingend von einer Rückkehr abhalten würde. Es wäre jedoch auch möglich, dass durch Harrys Einsatz seine Rückkehr so sehr verlangsamt wurde, dass eine Rückkehr nicht mehr möglich sei.
Während der Feierlichkeiten am Ende des Schuljahres gewinnt Gryffindor den House Cup. Harry sieht dies als den unvergesslichsten, schönsten Abend seines Lebens an, den er nie vergessen wird.

## Entwicklung
Die Harry-Potter-und-der-Stein-der-Weisen-Spiele basieren auf dem gleichnamigen Roman. Durch Zusammenarbeit mit Warner Bros. Entertainment enthalten die Spiele Sets und Umgebungen der gleichnamigen Filmadaption.
Die PC-Version wurde von dem Entwicklungsstudio KnowWonder entwickelt. Durch Nutzung der Unreal Engine kann das Spiel mit Software- und Hardwarebeschleunigung gespielt werden. EA erhielt die Rechte für Harry-Potter-Spiele im August 2000. Der ausführende Produzent, Chris Graham, benannte aufgrund des Puzzle-basierten Gameplays die Gruppe der Acht- bis Vierzehnjährigen als Zielgruppe des Spiels. Das PC-Spiel wurde im Mai 2001 auf der E3 erstmals vorgestellt. Es folgte eine Pressemitteilung am 13. November 2001, drei Tage vor dem Release des Films am 16. November. In dieser wurde mitgeteilt, dass das Spiel zeitgleich mit dem gleichnamigen Film ausgeliefert werden würde.
Die PlayStation-Version wurde im Vereinigten Königreich von Argonaut als Action-Plattform-Spiel entwickelt und enthält eine 3D Umgebung.
Die Game-Boy-Color- und die Game-Boy-Advance-Versionen wurden unabhängig voneinander durch Griptonite Games und Eurocom entwickelt.
Im Juni 2003 entstanden Gerüchte über ein Remake des Spiels für die sechste Konsolengeneration. Im Juli desselben Jahres wurde offiziell bestätigt, dass EA ein neues Spiel für GameCube, PlayStation 2 und Xbox veröffentlichen werde, das vom Format her dem 2002 entwickelten Spiel Harry Potter und die Kammer des Schreckens ähneln werde. Das Spiel wurde von Warthog Games entwickelt und sollte einige der Probleme der vorherigen Versionen verbessern, darunter Ladezeiten. Das Spiel nutzt ähnliche Set-Designs und Grafikelemente wie das Kammer-des-Schreckens-Spiel. Zudem wurden Elemente der Spiele für die vorherigen Konsolen in 3D-Elemente umgewandelt. Es wurde am 12. Dezember 2003 veröffentlicht.

### Soundtrack
Die Musik des Spiels wurde von Jeremy Soule komponiert. Aufgrund rechtlicher Regelungen konnte Soule nichts der von John Williams für den Film komponierten Musik verwenden. Der Soundtrack des Spiels enthält daher eigene Titellieder. Eine digitale Version des Soundtracks wurde 2006 veröffentlicht.
| Nr. | Titel                                          | Länge |
| --- | ---------------------------------------------- | ----- |
| 1.  | Harry Potter and the Philosopher's Stone Theme | 2:51  |
| 2.  | Quidditch Anthem                               | 1:02  |
| 3.  | The Chess Match                                | 1:25  |
| 4.  | Green Cauldron                                 | 1:06  |
| 5.  | Malfoy Fight                                   | 0:56  |
| 6.  | Dark Hogwarts                                  | 1:06  |
| 7.  | Devil's Snare                                  | 1:00  |
| 8.  | Flying Keys                                    | 0:55  |
| 9.  | Quirrell 2                                     | 1:07  |
| 10. | Hogwarts Neutral                               | 1:02  |
| 11. | Peeves Chase                                   | 1:04  |
| 12. | Rememberall Chase                              | 1:00  |
| 13. | Story Book                                     | 2:26  |
| 14. | Troll Chase                                    | 0:59  |
| 15. | Quirrell 1 (a.k.a. Willow Boss Level 1)        | 1:08  |
| 16. | Fluffy Intro                                   | 0:30  |
| 17. | Quirrell 3                                     | 0:59  |
| 18. | Happy Hogwarts                                 | 1:05  |

## Rezeption

### Kritiken
Die Remake-Version für PlayStation 2, Gamecube und Xbox erhielt von Kritikern gemischte Bewertungen. Das Spiel ähnelt laut IGN stark dem Spiel Harry Potter und die Kammer des Schreckens und ist daher laut IGN „wie eine digitale Version der gebrauchten Kleidungsstücke, die Ron Weasley jedes Jahr zu Weihnachten geschenkt bekommt“.
Worth Playing sagte, dass die Synchronisierung „wahrscheinlich der beste klangliche Aspekt des Spiels“ sei, da die Schauspieler „ihren Text in einem glaubwürdigen und passenden Stil wiedergeben“. IGN stellte fest, dass die Dialoge „gut geschauspielert und sehr klar“ seien. Laut GamePro war das Spiel „interaktiver und unterhaltsamer“ als die vorherige PlayStation-Version. Computer and Video Games beschrieb das Hogwarts des Spiels als „merkwürdig flache Erfahrung“ und die „chronisch wechselhafte Bildfrequenz macht es auch nicht besser“ X-Play sagte, die Kamerawinkel der Spiele seien „der schlimmste Übeltäter...Es ist ein verrückt machendes und unkooperatives System“ Jon Blough von Soundtrack Geek empfand Jeremy Soules Musik für den Soundtrack als zu kurz. Er fügte auch hinzu, dass „die bedrohlichen und entspannenden Hinweisreize [in der Musik] nichts Definitives liefern“. GameZone bemerkten in Hinblick auf die Aufgaben und Quests, dass sie „nicht so überzeugend [wie die im Spiel Kammer des Schreckens] sind, und den Rätseln etwas zu fehlen scheint“.
GameSpot lobte die Entwickler der PlayStation-Version für ihre Nachbildung von Hogwarts und für die unterschiedlich aussehenden Charaktere, monierten aber, dass die Grafik des Spiels wie „extrem gezackte Polygone“ aussehe. Sie lobten die PlayStation-Version ebenfalls für die „Erzählweise im Stil einer Gute-Nacht-Geschichte“ und für die Stimmen der Charaktere, kritisierte jedoch die fehlende Musik im Spiel. PlayStation Illustrated stellte fest, dass die PlayStation-Version schlechte Kamerawinkel hat, die nur durch die Verwendung der 'L'- und 'R'-Tasten behoben werden können, da sie nicht in die Richtung gewinkelt seien, in die Harry blickt. Gelobt wurden aber die „spaßigen“ Quidditch-Spiele, die laut PlayStation Illustrated „exzellent gemacht“ seien und in denen Harry einfach zu steuern sei. Jeremy Conrad von IGN bezeichnete es wegen seiner Grafik als „eines der bestaussehendsten PS-One-Spiele“, sagte aber, dass dies zu Einbrüchen der Bildfrequenz führen könne.
Das einfache Gameplay der PC-Version wurde von GameSpot kritisiert, da die automatische Sprungfunktion jede Form von Herausforderung aus den Puzzle- und Plattformsequenzen entferne. Sie beschrieben den Soundtrack von Jeremy Soule als „unterhaltsam“, aber Wiederholungen und die kurze Dauer sorge für wenig Abwechslung während des Spiels.
GameSpot lobte ebenfalls die Game-Boy-Advance-Version für ihre gut animierte Grafik und Umgebung, bei der auf kleine Details wie Harrys Umhang, der bei seinen Bewegungen flattert, und seine Zaubergesten geachtet wurde. Game Vortex kritisierte die GBA-Version für Einbrüche in der Bildfrequenz wenn der Spieler den „Flipendo“-Zauber nutzt, und die sich wiederholenden Umgebungen in den Zauber-Challenge-Leveln. GameZone lobte das Gameplay, die Steuerung und die Grafik der GBA-Version und kommentierte, dass es „ein solides, unterhaltsames Produkt“ sei, wies aber auch auf Negatives, wie die simplistischen Rätsel, hin.
Sowohl Game Vortex als auch GameZone lobten die detaillierten Umgebungen, das Gameplay und die Farbverwendung der Game-Boy-Color-Version, bemängelten jedoch einen Mangel an Details in der Darstellung feindlicher Charaktere, die so nicht von Hauptcharakteren zu unterscheiden seien. IGN warnte, dass diejenigen, die die Bücher nicht gelesen hatten, „im Dunkeln gelassen werden könnten“, da das Spiel sehr wenig Erzählung enthält und sich eher an Harry-Potter-Fans richtet.
Das japanische Computerspielmagazin Famitsu gab der GameCube und der PlayStation-2-Version eine Wertung von 24 von 40 möglichen Punkten.

### Verkaufszahlen
Der Stein der Weisen verzeichnete trotz der gemischten Kritiken positive Verkaufszahlen. Das Spiel war im Dezember 2001 der meistverkaufte PC-Titel des Jahres und war vom November 2001 bis zum Februar 2002 auf der Liste der drei am meistverkauften PC-Videospiele. Im Februar 2002 listete die NPD Group es als das Dritte der meistverkauften PC-Spiele des Jahres 2001. Es war zu diesem Zeitpunkt seit zwei Monaten in Nordamerika erhältlich. Bis zum Jahresende 2001 wurde die PC-Version in Nordamerika 867.481 Mal verkauft, wodurch Einnahmen von 24,6 Mio. US-Dollar entstanden. Die PlayStation-Version verkaufte sich insgesamt acht Millionen Mal, wodurch das Spiel zu den sich am besten verkaufenden PlayStation-Spielen gehörte. Zum Zeitpunkt des Release war das Spiel zudem eines der meistverkauften Videospiele. Die PlayStation-Version wurde mit einem „Platinum“-Verkaufsaward von der Entertainment and Leisure Software Publishers Association (ELSPA) ausgezeichnet. Diese wird an Spiele verliehen, von denen mindestens 300.000 Kopien im Vereinigten Königreich verkauft wurden. Die PC-Version erhielt von der ELSPA eine „Gold“-Zertifizierung für 200.000 verkaufte Kopien in der Region.
In den USA verkaufte sich die im November 2001 veröffentlichte PC-Version 1,3 Millionen Mal und spielte damit bis zum August 2006 Einnahmen von 33,9 Millionen US-Dollar ein. Es war dort das viertmeistverkaufte Spiel im Zeitraum vom Januar 2000 bis zum August 2006. Zusammengenommen verkauften sich alle vom Januar 2000 bis zum August 2006 veröffentlichten Harry-Potter-PC-Spiele bis zu diesem Datum 2,7 Millionen Mal.
Die Game-Boy-Advance-Version verkaufte sich in den USA bis zum August 2006 insgesamt 690.000 Mal und erzielte dadurch Einnahmen von 26 Mio. US-Dollar. Vom Januar 2000 bis zum August 2006 war es dort das 36.-meistverkaufte Spiel für den Game Boy Advance, Nintendo DS oder die PlayStation Portable.

### Auszeichnungen
Beide Versionen des Spiels erhielten mehrere Nominierungen. Die Originalversion erhielt von der Academy of Interactive Arts & Sciences drei Nominierungen für die 5. DICE Awards in den Kategorien „Bestes Konsolenspiel/Familientauglich“, „Beste Musikkomposition“ und „Bestes PC-Spiel für Familien/Kinder“. Außerdem wurde es bei den Nickelodeon Kids’ Choice Awards 2002 für einen Nickelodeon Kids’ Choice Award in der Kategorie „Lieblings-Videospiel“ nominiert. Das Remake erhielt 2003 eine Nominierung für einen Golden Joystick Award in der Kategorie „MTV-Filmadaption des Jahres“, verlor aber gegen das Videospiel zum Film Der Herr der Ringe: Die zwei Türme. Der Soundtrack wurde 2002 von der Academy of Interactive Arts & Sciences für die beste „Beste Musikkomposition“ nominiert, unterlag aber Tropico.